# محمد مغني
محمد مغني (بالأمازيغية ⵎⵓⵃⴰⵎⴻⴷ ⵎⵖⵏⵉ) فنان مغربي من منطقة الأطلس المتوسط يعزف على آلة الوتر المغربي.

## نشأته
ولد محمد مغني في قبيلة آيت بوحدو نواحي مدينة خنيفرة بالأطلس المتوسط سنة 1950. انخرط والده موحى بن مولود في الجيش الفرنسي وأرسل إلى الجزائر، وبالضبط إلى مدينة مغنية. لما عاد إلى المغرب أخذت العائلة والأصدقاء ينادونه «أومغنية»، أي «ابن مغنية» بالأمازيغية.
حين التحق مغني الابن بالمدرسة سنة 1957، سُجل باسم «مغنية محمد»، وبما أن «مغنية» مؤنثة تم تحويلها إلى المذكر وأصبح الاسم العائلي رسمياً «مغني».

## حياته
عايش مغني سنوات الرصاص وتم اعتقاله بعدما نظم شعراً يرثي الضحايا الذين قتلوا بالرصاص عقب محاولة الانقلاب سنة 1973 المعروفة بأحداث مولاي بوعزة.
اعتقل مغني بخنيفرة رفقة آخرين ونقل إلى مكناس ثم الرباط، وهناك نال نصيباً من التعذيب طيلة أشهر خرج بعدها بكسور على مستوى اليد والأضلع، وحين أسست هيئة الإنصاف والمصالحة، كان مغني الوحيد في الأطلس المتوسط الذي لم يقدم طلباً للحصول على التعويض.

## أغانيه
من الأعمال الفنية التي قدمها
⦁ أغنية (أمارج عمو حداد)
⦁ اغنية (مامي نومامي  ) 
⦁ اغنية (عفاش عفاش )
⦁ أغنية ( أمارج )